# Petyr Stojanow
Petyr Stefanow Stojanow, bułg. Петър Стефанов Стоянов (ur. 25 maja 1952 w Płowdiwie) – bułgarski prawnik i polityk, deputowany do Zgromadzenia Narodowego 37. i 40. kadencji, prezydent Republiki Bułgarii w latach 1997–2002, przewodniczący Związku Sił Demokratycznych (SDS) od 2005 do 2007.

## Życiorys
W 1976 ukończył studia prawnicze na Uniwersytecie Sofijskim im. św. Klemensa z Ochrydy, w 1989 specjalizował się w prawie cywilnym. W latach 1978–1992 praktykował jako adwokat w Płowdiwie. W 1988 opublikował monografię zatytułowaną Сериозно за развода, poświęconą historii rozwodów.
W 1989 wstąpił do Związku Sił Demokratycznych, organizował struktury SDS w Płowdiwie. Był wiceministrem sprawiedliwości w rządzie Filipa Dimitrowa. W 1994 został wybrany do Zgromadzenia Narodowego 37. kadencji, w którym zasiadał do 1997. Objął stanowiska wiceprzewodniczącego grupy parlamentarnej SDSoraz wiceprzewodniczącego komisji ds. młodzieży, sportu i turystyki. W 1995 został mianowany wiceprzewodniczącym Związku Sił Demokratycznych.
1 lipca 1996 zwyciężył w prawyborach prezydenckich, zdobywając 66% oddanych głosów, w wyniku czego został oficjalnym kandydatem centroprawicowej koalicji Zjednoczone Siły Demokratyczne na prezydenta. W wyborach przeprowadzonych w dwóch turach 27 października 1996 i 3 listopada 1996 uzyskał odpowiednio 44,07% i 59,73% głosów, pokonując Iwana Marazowa z Bułgarskiej Partii Socjalistycznej. Zaprzysiężony został 19 stycznia 1997 i trzy dni później objął urząd prezydencki wraz z nowym wiceprezydentem Todorem Kawałdżiewem. W kolejnych wyborach w 2001 ubiegał się o reelekcję jako kandydat niezależny z poparciem większości ugrupowań prawicowych. Przegrał w drugiej turze głosowania z socjalistą Georgim Pyrwanowem, kończąc urzędowanie 22 stycznia 2002.
W 2002 założył fundację pod nazwą Centrum na rzecz Dialogu Politycznego. W 2003 został członkiem organizacji pozarządowej German Marshall Fund, działającej na rzecz poszerzania współpracy i zrozumienia między Stanami Zjednoczonymi i Europą, a także komitetu wykonawczego Komisji Trójstronnej. W 2004 był specjalnym wysłannikiem Organizacji Bezpieczeństwa i Współpracy w Europie do Naddniestrza, mającym na celu załagodzić istniejące napięcia i wznowić negocjacje na temat przyszłości regionu.
W wyborach w 2005 uzyskał mandat deputowanego do Zgromadzenia Narodowego 40. kadencji z listy Zjednoczonych Sił Demokratycznych. 1 października 2005 objął funkcję przewodniczącego Związku Sił Demokratycznych. 22 maja 2007, po porażce partii w wyborach do Parlamentu Europejskiego, podał się do dymisji. We wrześniu 2007 zrzekł się również mandatu poselskiego, motywując tę decyzję koniecznością zmiany pokoleniowej wśród bułgarskiej prawicy.
W 2009 został prezydentem CGDC, międzynarodowego centrum na rzecz dialogi i współpracy z siedzibą w Wiedniu.
Odznaczony m.in. duńskim Orderem Słonia (2000), hiszpańskim Order Zasługi Cywilnej z Łańcuchem (1999), rumuńskim Orderem Gwiazdy Rumunii I klasy (1998).

## Życie prywatne
Petyr Stojanow jest żonaty z dyplomatą Antoniną Stojanową, mają córkę Fani i syna Stefana. Jego bratem jest Emił Stojanow. W 1988 opublikował monografię zatytułowaną Сериозно за развода (w tłum. Poważnie o rozwodzie) poświęconą historii rozwodów.